# 1933年の野球
1933年の野球（1933ねんのやきゅう）では、1933年の野球界における動向をまとめる。

## 競技結果

### 社会人野球
- 決勝（明治神宮野球場・8月11日）

東京倶楽部（東京市）6-5 全京城（京城府）

### 東京大学野球
- 年間1シーズン制を採用（翌年まで）、立大が11勝3敗1分で優勝。
  - 10月1日 - 早立3回戦で「宵越試合」。
  - 10月22日 - 早慶3回戦で「リンゴ事件起こる。

### 高専野球
- 第10回全国高等専門学校野球大会決勝（阪神甲子園球場・7月24日）
  - 優勝：横浜高商　準優勝：松山高商

### 中等野球
- 第10回選抜中等学校野球大会決勝（甲子園球場・4月13日）
岐阜商業（岐阜県） 1-0 明石中（広島県）
- 第19回全国中等学校優勝野球大会決勝（甲子園球場・8月20日）
中京商（愛知県） 2-1 平安中（京都府）

### メジャーリーグ
- ワールドシリーズ
ニューヨーク・ジャイアンツ（ナ・リーグ）（4勝1敗）ワシントン・セネタース（ア・リーグ）

## できごと
- 4月7日 - 選抜中等学校野球大会の決勝戦が阪神甲子園球場で行われ、岐阜県の岐阜商が広島県の広陵中に5-4で勝利して、2年ぶり2度目の優勝を達成する。
- 7月10日 - 戸塚球場で日本初のナイター試合を開催（早大二軍対早大新人）。
- 8月19日 - 第19回全国中等学校優勝野球大会の準決勝において、中京商が延長25回の激闘の末明石中を1-0で下す（中京商対明石中延長25回）。
- 8月20日 - 全国中等学校優勝野球大会の決勝戦で、前日に延長25回の激闘を制した愛知県の中京商が、京都府の平安中を2-1で勝利し、大会3連覇を果たす。
- 10月22日 - リンゴ事件が起こる。

## 誕生

### 1月
- 1月6日 - 米山光男 (兵庫県)
- 1月20日 - ジーン・スチブンス(アメリカ、+2019年)
- 1月29日 - 宇佐美徹也（栃木県、+2009年）

### 2月
- 2月26日 - 渡辺省三（愛媛県、+1998年）

### 3月
- 3月13日 - ロベルト・バルボン（キューバ）
- 3月20日 - ジョージ・アルトマン（アメリカ）

### 4月
- 4月11日 - 中西太（香川県）
- 4月21日 - 島原幸雄 (愛媛県、+1995年)
- 4月26日 - 宮本敏雄（アメリカ）

### 5月
- 5月1日 - 沖山光利（東京都、+2012年）
- 5月6日 - 穴吹義雄 (香川県、+2018年)
- 5月22日 - 金山勝巳 (群馬県)

### 6月
- 6月1日 - 横山光次 (大阪府)
- 6月10日 - 土井淳（岡山県）

### 7月
- 7月16日 - 吉沢岳男 (長野県、+1971年)
- 7月26日 - 吉田義男（京都府、+2025年）

### 8月
- 8月1日 - 金田正一（愛知県、+2019年）
- 8月22日 - 西山和良 (和歌山県)
- 8月23日 - 三浦方義（青森県）
- 8月30日 - 河村英文（大分県、+2005年）

### 9月
- 9月4日 - 森下整鎮（福岡県）
- 9月22日 - 鈴木隆（福島県）
- 9月30日 - 小野正一（福島県、＋2003年）
- 9月30日 - 古田昌幸（熊本県、＋1999年）

### 10月
- 10月3日 - 河合保彦（岐阜県、+1984年）
- 10月9日 - 備前喜夫（広島県、+2015年)
- 10月12日 – 佐々木信也（神奈川県）
- 10月13日 - 石川克彦（愛知県）
- 10月15日 - 飯尾為男（愛媛県）

### 11月
- 11月17日 - 岩岡保宏 (宮崎県)

### 12月
- 12月4日 - 河津憲一 (長崎県）
- 12月30日 - 伊藤芳明（静岡県）